# Bina Railway Colony
Bina Railway Colony è una suddivisione dell'India, classificata come census town, di 7.219 abitanti, situata nel distretto di Sagar, nello stato federato del Madhya Pradesh. In base al numero di abitanti la città rientra nella classe V (da 5.000 a 9.999 persone).

## Geografia fisica
La città è situata a 24° 10' 27 N e 78° 11' 25 E.

## Società

### Evoluzione demografica
Al censimento del 2001 la popolazione di Bina Railway Colony assommava a 7.219 persone, delle quali 3.827 maschi e 3.392 femmine. I bambini di età inferiore o uguale ai sei anni assommavano a 678, dei quali 338 maschi e 340 femmine. Infine, coloro che erano in grado di saper almeno leggere e scrivere erano 5.923, dei quali 3.380 maschi e 2.543 femmine.